# (464014) 2014 WY117
(464014) 2014 WY117 es un asteroide perteneciente al cinturón de asteroides, descubierto el 21 de octubre de 1995 por el equipo Spacewatch desde el Observatorio Nacional de Kitt Peak (Arizona, Estados Unidos).